# Nagy Roland
Nagy Roland (Budapest, 1981 –) dobos.

## Élete
Ötévesen kezdett dobolni.
Első komoly zenekara a Dirty Dance volt, amelynek a második lemezén mint dobos, zeneszerző is közreműködött, illetve több alkalommal is végigjárta Magyarország klubjait és fesztiváljait. Ezután teljesen más területen próbálta ki magát. 3 évig volt a Groovehouse élő zenekar dobosa. A csapat Hosszú az út lemezén az ő dobjai hallhatók, illetve két dalban társszerző volt. A popzenei formációt újra rockzenekar követte. Megalapította a Holy Babies rockbandát, amellyel túl nagy sikereket nem ért el. A Holy Babies legénységéből létrehozta a Supernova Rock Jam Sessiont, amelynek az élén Tóth Gabi énekelt. A zenekarban dobos, zenekarvezető és zenei rendező szerepet látott el. Két év közös munka után külföld felé vette az irányt. Svédországban tanult producer és zenész barátaitól. George Németh svéd producerrel, Christoffer Sjögren énekessel, illetve Staffan Österlind gitárossal új zenekaron dolgozik, illetve egy akusztikus hobbi zenekart is működtetnek, ami The Next Entry névre hallgat. Hazánkban Juhász Kicsi barátjával a Dirty Dance második lemezes felállásának utánérzéseként Joe Roger gitárossal kiegészülve Dirty néven koncerteznek.
| Zenekarai |                                           |
| --------- | ----------------------------------------- |
| 2001-2004 | Dirty Dance                               |
| 2005-2008 | Groovehouse                               |
| 2008-2011 | Holy Babies                               |
| 2009-2011 | Tóth Gabi és a Supernova Rock Jam Session |
| 2012-     | The Next Entry acoustic band              |
| 2014-     | Dirty                                     |

### Zenei tanulmányok
Első zenetanára Boros Péter volt a péceli Szemere Pál Általános Iskola énektanára. Ezután Botond Gyulánál tanult, illetve számtalan zenei kurzuson és tanfolyamon bővítette tudásszomját. A dob mellett tanult zongorán, klasszikus, illetve jazzgitáron, különböző ütőshangszereken is.

### Dobolás mellett
Számtalan lemezt dobolt fel stúdióban, illetve mint zeneszerző, ritkán szövegíró, hangszerelő, illetve producerként is közreműködik mai napig.

#### Nagyobb lemezek, produkciók amelyekben megtalálhatjuk
- Dirty Dance - Sosem elég album (dob, zeneszerző)
- Groovehouse - Hosszú az út album (dob, zeneszerző)
- Dina - Vár a világ album (zeneszerző)
- Tóth Gabi - Elég volt album (dob, gitár, társszerző)
- Spoon - (producer, hangszerelő)

#### Publikált dalok
- Dirty Dance - Szállj
- Groovehouse - Őrült Lennék
- Groovehouse - Egy lépés
- Tóth Gabi - Hallgass már